# .30-40 Krag
.30-40 Krag, також відомий як .30 U.S. або .30 Army — американський набій для гвинтівки центрального запалювання із зарядом з бездимного пороху, розроблений в 90-ті роки XIX-го століття для заміни патрона .45-70 Government. За стандартами того часу вважався малокаліберним боєприпасом. Нині розглядається як боєприпас з непоганою балістикою і використовується для полювання на тварин вагою до 250 кг.

## Зброя під набій .30-40 Krag

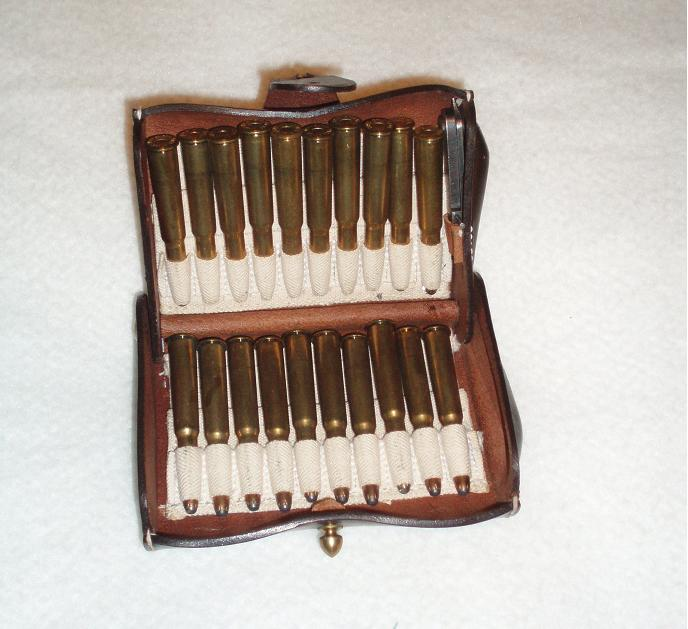
Армійський підсумок (репліка) з набоями .30-40 Krag

- Krag-Jørgensen
- Winchester High-Wall
- Remington Rolling Block
- Winchester Model 1895
- Ruger No. 1
- Ruger No. 3